# إبراهيم بن الوليد
أبُو إسْحاق إبراهِيم بن الوَليد بن عَبد المَلِك بن مُروان بن الحَكَم الأُمَويُّ القُرَشيُّ (توفي 128 هـ / 744 م) الخليفة الأموي الثالث عشر. تولى الخلافة بعهد من أخيه يزيد الثالث. لم يدم حكمه طويلا إذ لم يبايعه إلا أهل دمشق، وخالفه ولم يعترف به مروان بن محمد بن مروان بن الحكم فقد عدَّه مسؤولاً هو وأخوه يزيد الثالث عن مقتل الخليفة الحادي عشر الوليد الثاني بن يزيد الثاني وكانت هذه مناورة منه لاستلام الخلافة.

## خلافته
تولى الخلافة بعد وفاة أخيه يزيد بن الوليد المعروف بيزيد الناقص عام 127 هـ بعدما أوصى له بالخلافة. وكان مروان بن مُحَمد لم يبايع يزيد بن الوليد ولما مات وتولى أخوه إبرهيم، دعا لنفسه وتبعه خلق من أهل الجزيرة، وسمى الخليفة الوليد بن يزيد بالمظلوم، وخرج يريد المطالبة بدمه، وقال مروان: إنما أمري شبيه بأمر معاوية حين طلب بدم الخليفة المظلوم عثمان. ثم سار بجيشٍ كبير يريد دمشق، فوجه إليه إبراهيم بن الوليد أخويه بشر بن الوليد ومسرور بن الوليد في جيش فهزمهما وفض عسكرهما وقبض عليهما، فوجه إليه إبراهيم جيشاً أخر عليه سليمان بن هشام بن عبد الملك في أهل دمشق فالتقوا قرب بعلبك وذلك في شهر صفر عام 127 هـ، فاقتتلوا ليومين كاملين فظفر مروان بن مُحَمد وهرب سليمان بن هشام فلحق بإبراهيم في دمشق، وكتب مروان بن مُحَمد إلى أهل دمشق يدعوهم إلى طاعه، والوثب بإبراهيم بن الوليد، وعسكر في الغوطة، فخرج إليه خلق من أهل دمشق وبايعوه بالخلافة.
ولما بُويع مروان بالخلافة بالغوطة، وقوي أمره، وضعف أمر إبراهيم بن الوليد، هرب من دار الإمارة وأستخفى حتى أُخذ لهم الأمان من مروان بن مُحَمد، فكان في طاعة مروان وخُلع من الخلافة، فلذلك يُعرف بالمخلوع، وبقي حياً حتى قتله عبد الله بن علي العباسي سنة 132 هـ مع من قتل من بني أمية، وكانت أيامه أربعة أشهر وقيل ثلاثة أشهر وقيل أربعين يوماً فقط ولم يتم له الأمر.
قال جلال الدين السيوطي في تاريخ الخلفاء: «مكث إبراهيم في الخلافة سبعين ليلة، ثم خلع، خرج عليه مروان بن محمد وبويع، فهرب إبراهيم، ثم جاء وخلع نفسه من الأمر، وسلمه إلى مروان، وبايع طائعًا. وعاش إبراهيم بعد ذلك إلى سنة اثنتين وثلاثين، فقتل فيمن قتل من بني أمية في وقعة السفاح».

## نبذه
إبراهيم بن الوليد بن عبد الملك، الخليفة أبو إسحاق القرشي الأموي. بويع بدمشق عند موت أخيه يزيد بن الوليد، وكان أبيض جميلا وسيما طويلا يميل إلى السمن.
قال برد بن سنان: حضرت يزيد بن الوليد لما احتضر، فأتاه قطن، فقال: أنا رسول من وراءك، يسألونك بحق الله أن تولي الأمر أخاك إبراهيم، فغضب، وقال: بيده على جبهته: أنا أولي إبراهيم! ثم قال لي: يا أبا العلاء: إلى من ترى أن أعهد؟ قلت: أمر نهيتك عن الدخول فيه، فلا أشير عليك في آخره. قال: وأغمي عليه حتى حسبته قد مات، فقعد قطن، فافتعل كتابا على لسان يزيد بالعهد إلى إبراهيم، ودعا ناسا، فاستشهدهم عليه، ولا والله ما عهد يزيد شيئا.
قال أبو معشر: مكث إبراهيم بن الوليد سبعين ليلة، ثم خلع، ووليها مروان.
وعاش إلى سنة اثنتين وثلاثين ومائة مسجونا، وكان شجاعا، وأمه بربرية ولم يستقم له أمر الخلافة، فكان جماعة يسلمون عليه بالخلافة وطائفة بالإمارة، وامتنع جماعة من بيعته. وقيل: يبايع إبراهيم في كل جمعة ألا إن أمرا أنت واليه ضائع
قال أحمد بن زهير: أقبل مروان بن محمد في ثمانين ألفا، فجهز إبراهيم لحربه سليمان بن هشام في مائة ألف، فالتقوا، فانهزم سليمان إلى دمشق، فقتلوا عثمان والحكم ولدي الوليد بن يزيد، وأقبلت خيل مروان، فاختفى إبراهيم. ونهب بيت المال، ونبش يزيد الناقص، وصلب على باب الجابية، وتمكن مروان، فأمن إبراهيم، وسليمان بن هشام. ولإبراهيم أربعة أولاد، ثم قتل إبراهيم يوم وقعة الزاب.

## روايته للحديث
روى عن الزهري وعن عمه هشام، وحكى عنه ابنه يعقوب وغيره. وقال معمر: رأيت رجلاً من بني أمية يقال له إبراهيم بن الوليد جاء إلى الزهري بكتاب فعرضه عليه ثم قال: أحدث بهذا عنك قال: إي لعمري فمن يحدثكموه غيري.